# ミノアの牡牛跳び

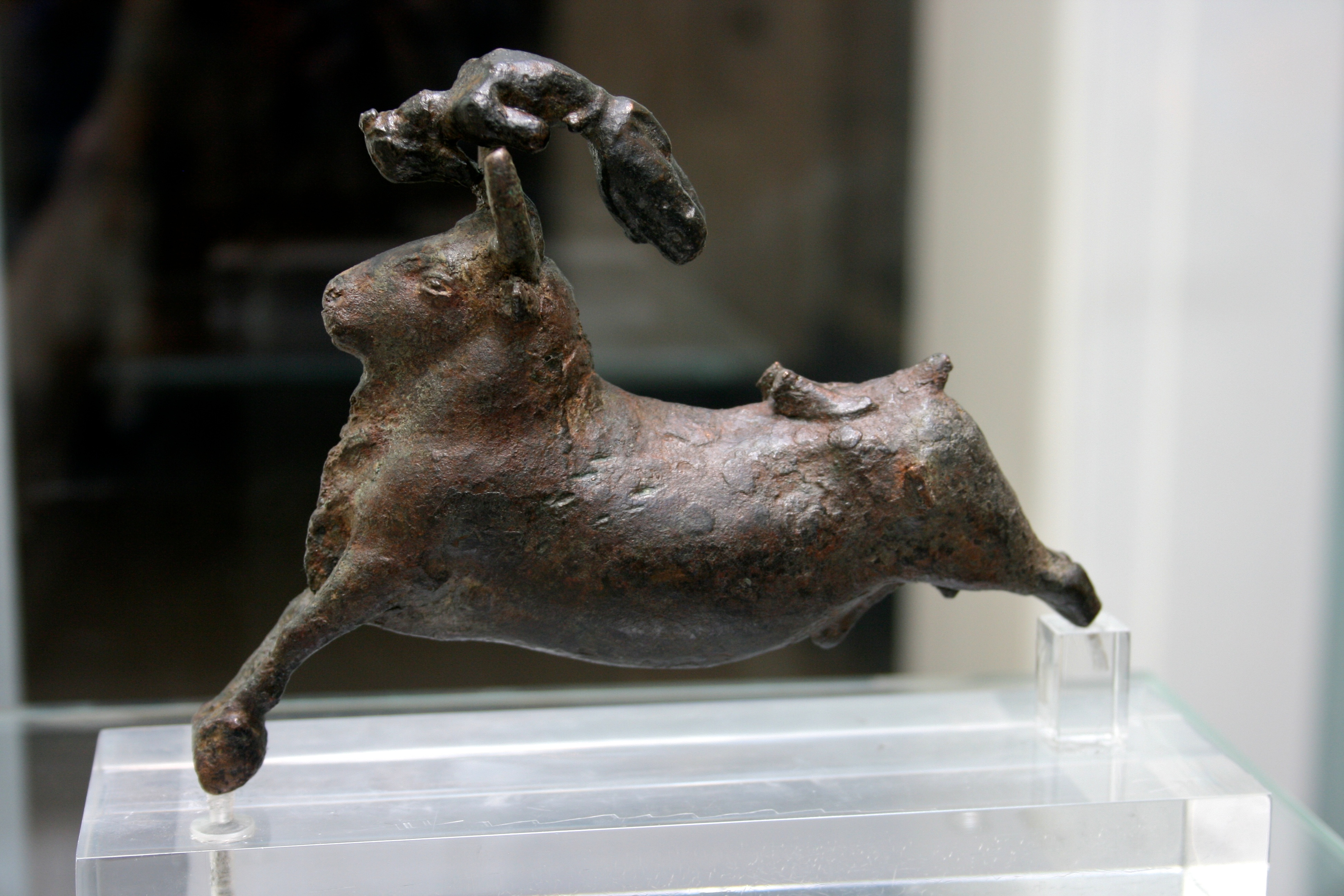
ミノアの牡牛跳び像

ミノアの雄牛飛び（ミノアのおうしとび）は雄牛の上で宙返りする男性の姿を型どった像である。
この像はギリシャのクレタ島で見つかった。原料である銅はキプロス島から、錫は現在のトルコかアフガニスタンからクレタ島に運び込まれたとされている。
ギリシャ神話によると、ある王が生贄のために捧げるはずだった白い雄牛を、その美しさに魅せられ、自分のものにしてしまった。それに怒ったポセイドンは王の妃に呪いをかけ、身体は人間で頭は牛の姿をした子供を妊娠させ、ミノタウロスが産まれた。彼は恐ろしい怪物だったとされている。彼は王により、クレタ島の迷宮に幽閉された。